# Ojoceratops
Ojoceratops fowleri
Genre
Espèce
Ojoceratops est un genre éteint de dinosaures cératopsiens. Il a vécu au Nouveau-Mexique (États-Unis), à la fin du Crétacé supérieur.
Ses restes ont été découverts dans les couches de la formation géologique d'Ojo Alamo. Cette formation est datée de la fin du Crétacé supérieur, du Maastrichtien, il y a environ entre 69 Ma (millions d'années).
L'espèce type et seule espèce est Ojoceratops fowleri.

## Description
Ojoceratops est similaire à son proche parent, Triceratops, mais il est un peu plus ancien, de quelques centaines de milliers d'années, et possède une collerette plus carrée.